# M90 (камуфляж)
Камуфляж M90 — деформаційний військовий камуфляж, що використовується збройними силами Швеції з кінця 1980-х років. 4-х колірний візерунок складається з геометричних ламаних фігур, спрямованих на створення маскувального малюнка, ефективного в помірних лісах і на рівнинах Швеції. Серед шведських військових його ніжно називають lövhögen, або «купа листя». На додаток до стандартної версії камуфляжу, яка була розроблена для шведського лісистого ландшафту, пізніше також були розроблені пустельна та зимова версії з іншою колірною гамою. Уніформа M90 була прийнята на озброєння наприкінці 1980-х років і до кінця 1990-х років була адаптована всіма підрозділами армії Швеції.

## Історія

### Камуфляж для техніки FOA

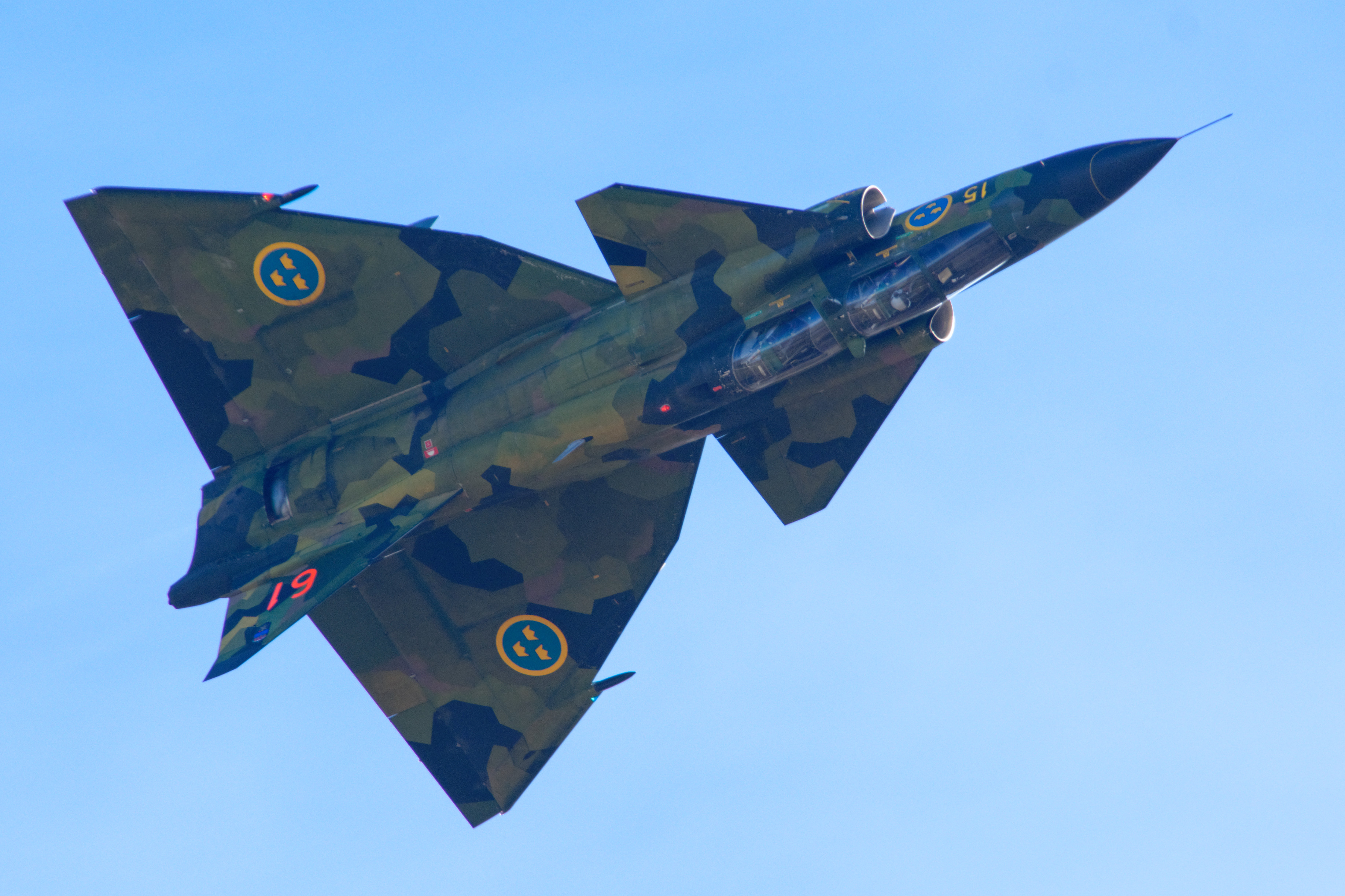
SK37 Viggen у камуфляжі FOA.

Попередником зразка камуфляжу для одностроїв M90 був камуфляж для техніки, відомий як камуфляж FOA, за назвою Військового науково-дослідного інституту (Försvarets forskningsanstalt — FOA), який його розробив.
У 1960-х роках шведський уряд вирішив профінансувати розробку власного камуфляжу замість того, щоб копіювати зразки, які використовували інші країни. Частково це було зроблено для того, щоб забезпечити максимальну маскувальну ефективність саме у шведській місцевості, а також для того, щоб збройні сили Швеції використовували свій власний впізнаваний шведський дизайн. Намір полягав у тому, щоб створити новий візерунок як національний символ, сподіваючись, що він допоможе громадянам ідентифікувати себе зі збройними силами країни.
Робота над моделлю камуфляжу для транспортних засобів була проведена в 1970-х роках вченими FOA шляхом численних випробувань і експериментів, включаючи аерофотозйомку та польові випробування. Коли візерунок почав використовуватись у 1970-х роках, він став відомий як «камуфляж FOA», щоб позначити джерело його розробки.
Використання камуфляжу FOA на шведських літаках, особливо на AJ-37 Viggen, також призвело до того, що його називають його Viggenkamouflage. Військова доктрина Швеції на той час передбачала оборонну війну проти переважаючих сил Радянського Союзу, що робило надто ризикованим для літаків залишатися на своїх базах навіть у мирний час. Замість цього вони мали бути розсіяні по невеликих сільських посадкових смугах і заздалегідь розташованих ангарах зі складами, де їх зможуть обслуговувати мобільні групи, для чого потрібен був камуфляж, розроблений для того, щоб ховатися в лісистих місцях.

### Камуфляж для одностроїв M90

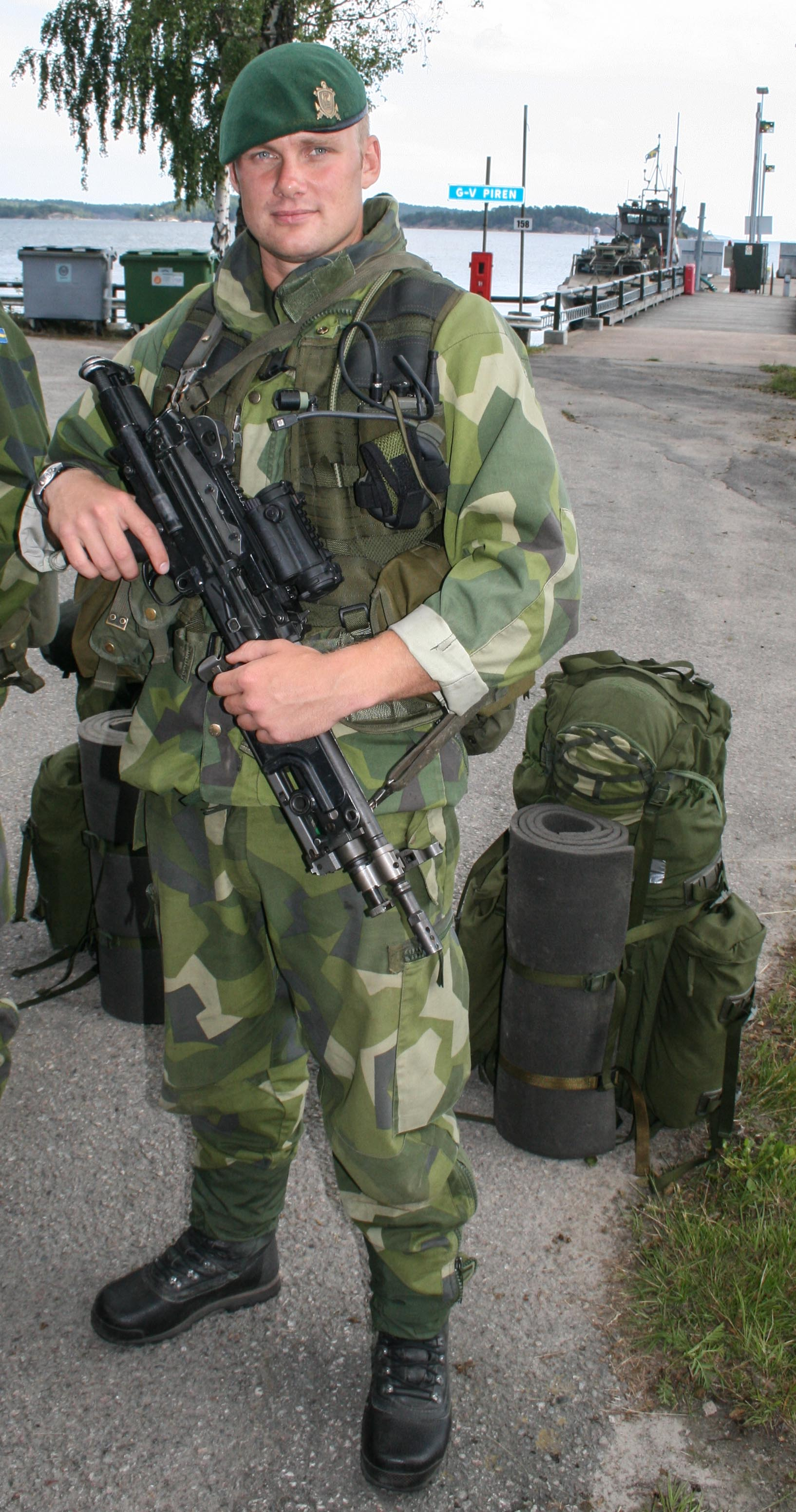
Шведська морська піхота на військово-морській базі Берга (2009).

Ще довго після того, як більшість західних країн прийняли для своїх збройних сил деформаційні багатоколірні камуфляжі, регулярні військові підрозділи Швеції продовжували використовувати однострої з одноколірним темно-оливковим камуфляжем M59 (для літа) і сірим M58 (для зими). Лише у 1980-х роках було прийнято рішення адаптувати шаблон камуфляжу FOA також і для військових одностроїв. FOA був розроблений для техніки, щоб уникнути її виявлення за допомогою аеро- та супутникової фотозйомки й для використання на одностроях, які в першу чергу мали б на меті уникнути виявлення неозброєним оком чи у бінокль, цей шаблон вимагав переробки візерунка.
Вчені з FOA, яким знову доручили очолити проект, дещо змінили візерунок і зменшили його масштаб у співвідношенні 1:66, щоб візерунок можна було розмістити на тілі людини. Попри зменшення масштабу, цей процес все ж створив камуфляж із незвичайно великими й «чистими» кольоровими плямами у порівнянні з тогочасними камуфляжами інших країн. За словами Ганса Каріса, експерта FOI (наступника FOA): «Якщо ви подивитеся на американські чи німецькі шаблони, вони дуже маленькі. Це пов'язано з тим, що камуфляж M90 адаптований до бою в лісі та змішаній місцевості, де відстань між супротивниками зазвичай складає до одного кілометра. Американці при створенні камуфляжу думали про бої в урбаністичній місцевості, де аналогічні відстані становлять 10-100 метрів».
Однострої з новим багатоколірним камуфляжем M90 почали надходити на озброєння наприкінці 1980-х років і були прийняті всіма силами наприкінці 1990-х років.

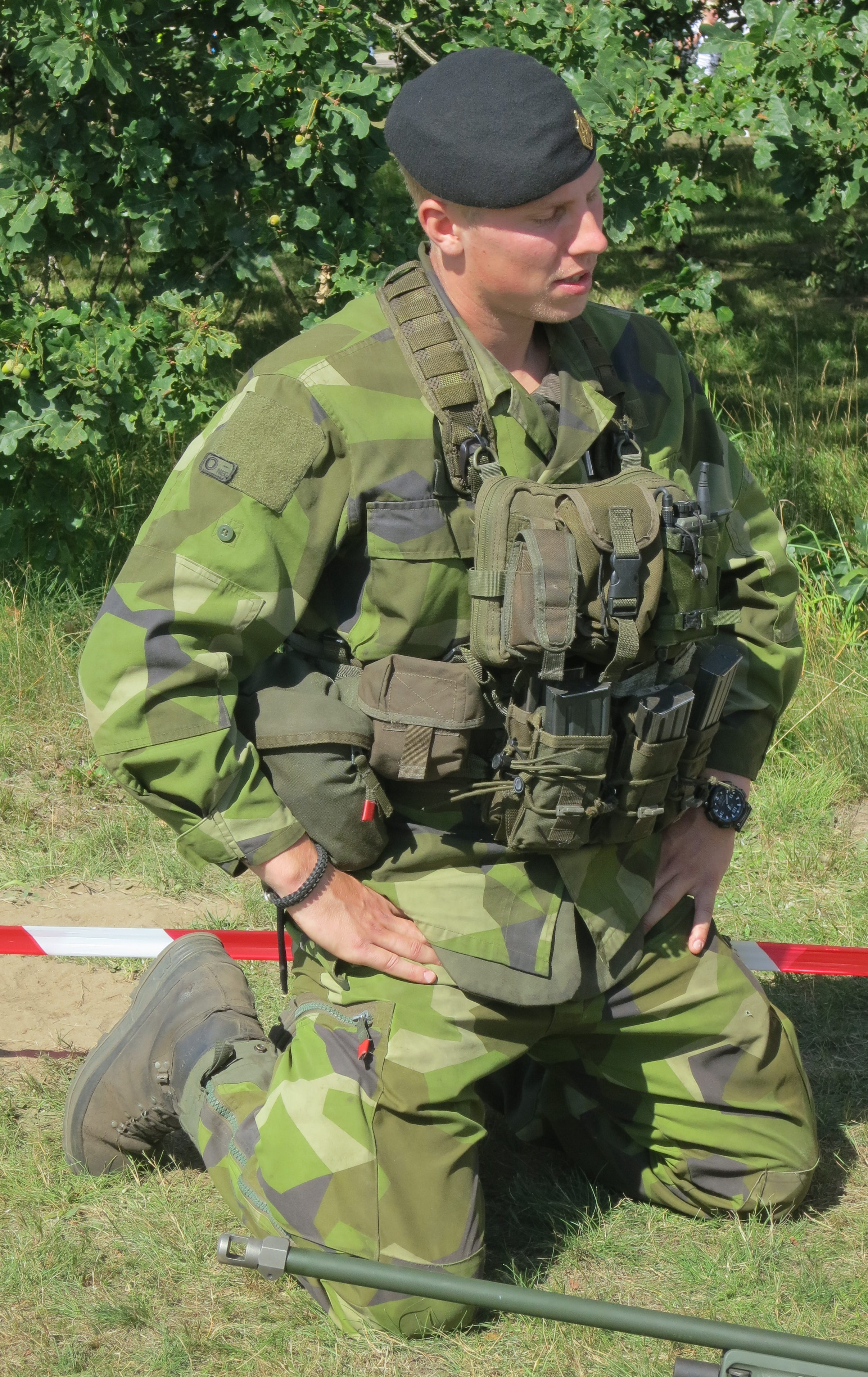
Шведський інструктор в однострої з камуфляжем М90 (2013)

Оскільки Швеція пізно розробила власний камуфляж, він вважався досить передовим для свого часу, і, за даними шведської армії, він залишається ефективним порівняно з іншими аналогами через три десятиліття. Серед іншого, уніформа M90 оброблена для забезпечення низької видимості при виявленні за допомогою приладів нічного бачення в інфрачервоному спектрі.
Однак, попри те, що камуфляж транспортного засобу, такий як модель FOA, мав доведену цінність як захист від розвідки з великих відстаней, ефективність камуфляжу для одностроїв є предметом певних суперечок. За словами експертів, старий однотонний оливковий камуфляж М59 часто забезпечував такий же рівень захисту від виявлення, що й багатоколірний камуфляж М90. «Це залежить від середовища, в якому ви перебуваєте», — зазначає Карііс. «У деяких випадках M90 кращий: візерунок розбиває контури й ускладнює виявлення контуру людини. У багатьох інших випадках візерунок має рівну цінність з одноколірним».

## Захист авторських прав
Авторські права на M90 не були захищені шведським урядом до 2020 року, і після цього часу одяг та вироби з цим камуфляжем стали доступні на цивільному комерційному ринку.
На думку деяких експертів, комерційне використання M90 було вигідним для шведських військових, оскільки це дозволяло особовому складу придбати додаткове нестандартне цивільне спорядження, коли це було необхідно, не відмовляючись від моделі M90. Інші заперечували, що розповсюдження неофіційних продуктів M90 зменшило символічну цінність візерунка, перешкоджаючи одній з початкових цілей його розробки.
У 2017 році було запущено спільний урядовий проект скандинавських країн, спрямований на спільне придбання стандартизованої уніформи для збройних сил Норвегії, Швеції, Фінляндії та Данії, хоча було вирішено, що кожна країна використовуватиме власний камуфляж. У рамках цього процесу у Швеції обговорювалось, чи варто оновлювати модель M90 і одночасно отримати захист авторських прав для нової версії. У жовтні 2020 року Патентно-реєстраційне відомство Швеції зареєструвало захищену версію шаблону в трьох версіях: лісова, пустельна та зимова. Єдиною відмінністю від старого камуфляжу М90 стало додавання маленьких, розкиданих символів «Трьох корон».

## Версії одностроїв

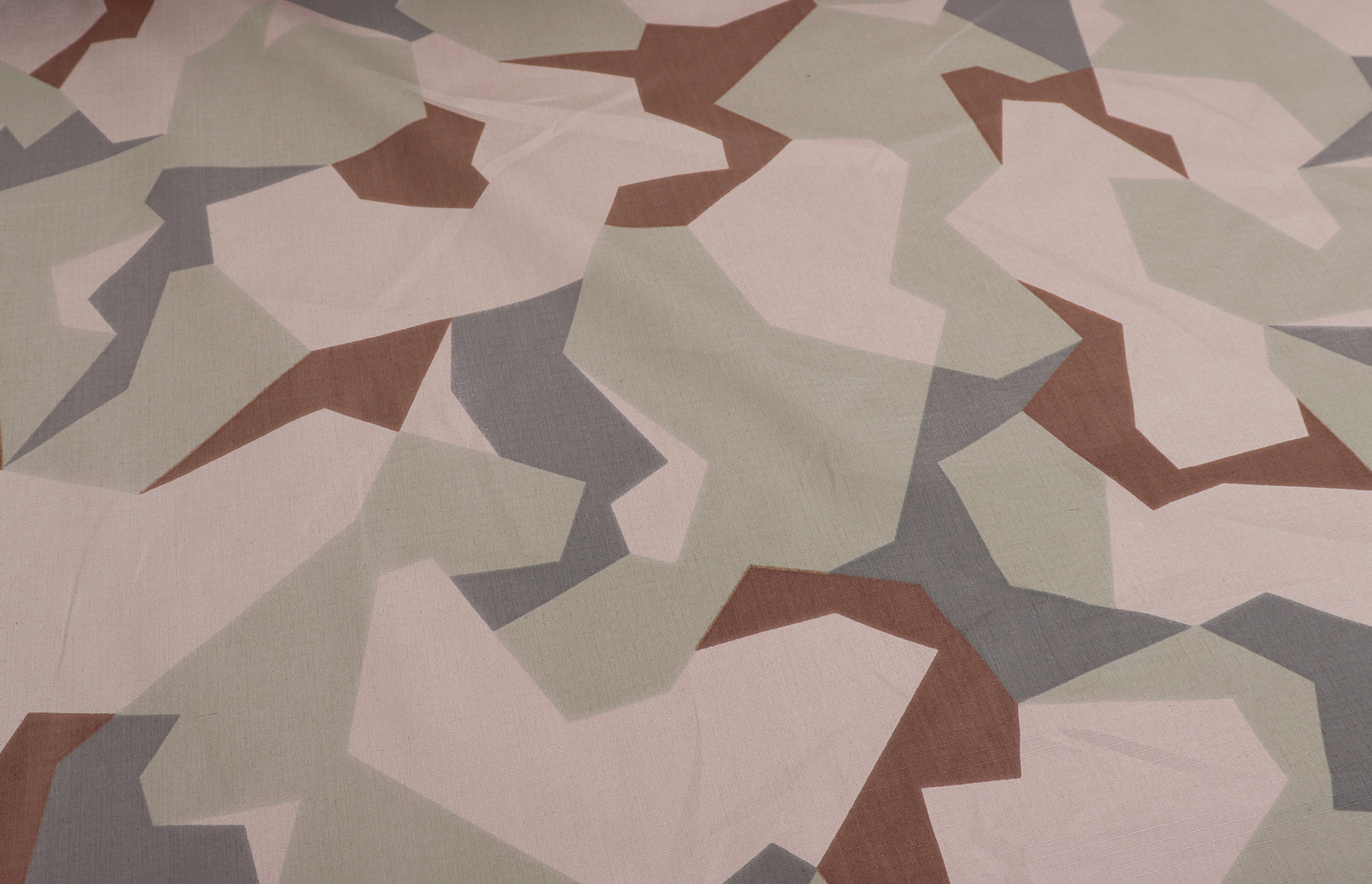
Камуфляж M90K

Однострої з камуфляжем М90 доступні в декількох різних версіях.
- M90 F: F означає Fält (польова) — стандартна уніформа для загального характеру у збройних силах Швеції.
- M90 P: P означає Pansar (броня) — видається екіпажам бронетехніки. Він має підкладку на ліктях і колінах, підтяжки, укорочену куртку, кишені на щиколотках і ручки на рукавах. Він також виготовлений із важчого матеріалу, що забезпечує кращий захист від пожежі.
- M90 H: H означає Helikopter, (вертоліт). — видається екіпажам вертольотів. Зсередини куртка яскраво-помаранчева.

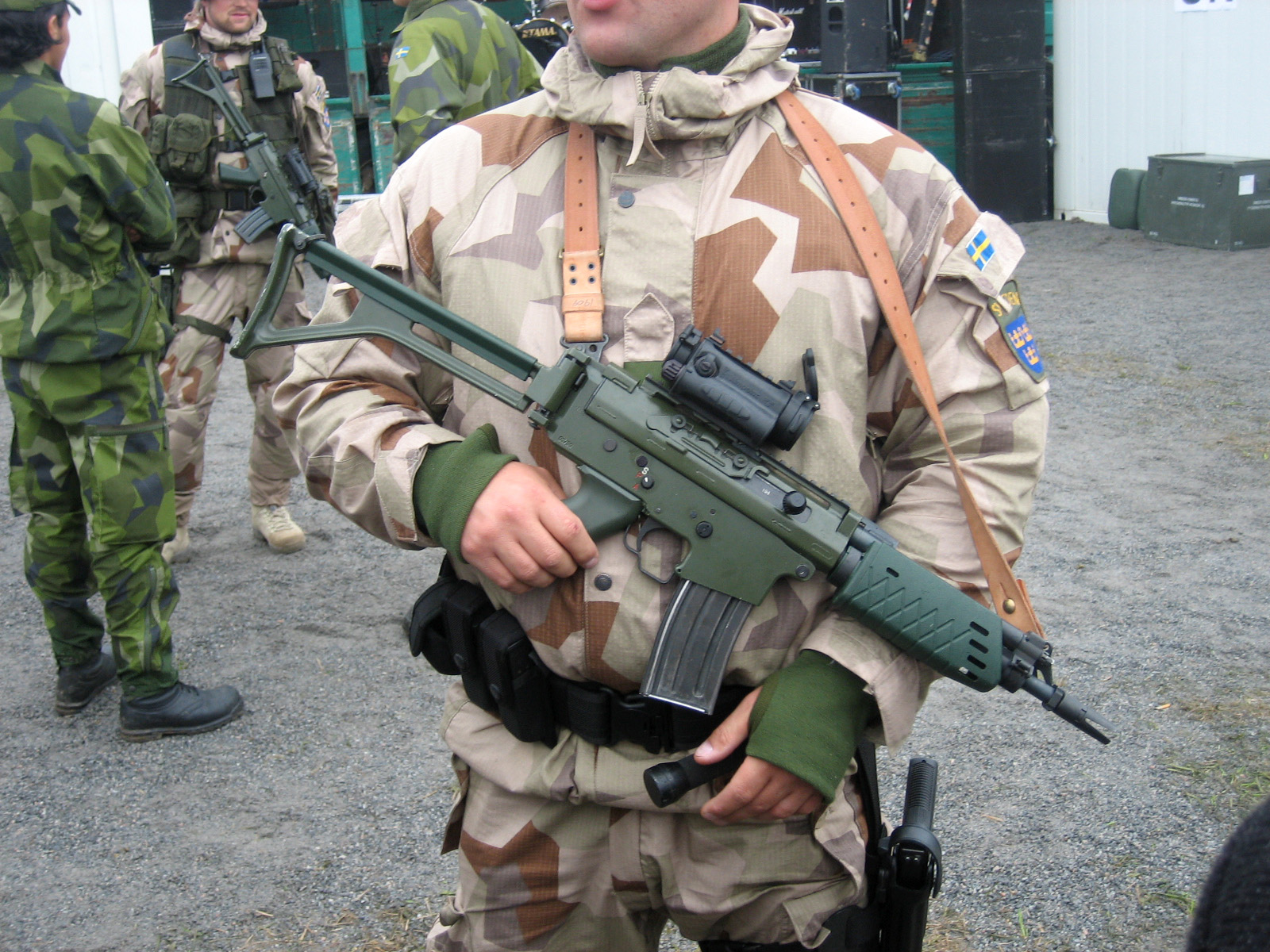
Шведські військові в лісовій та пустельній версіях камуфляжу М90

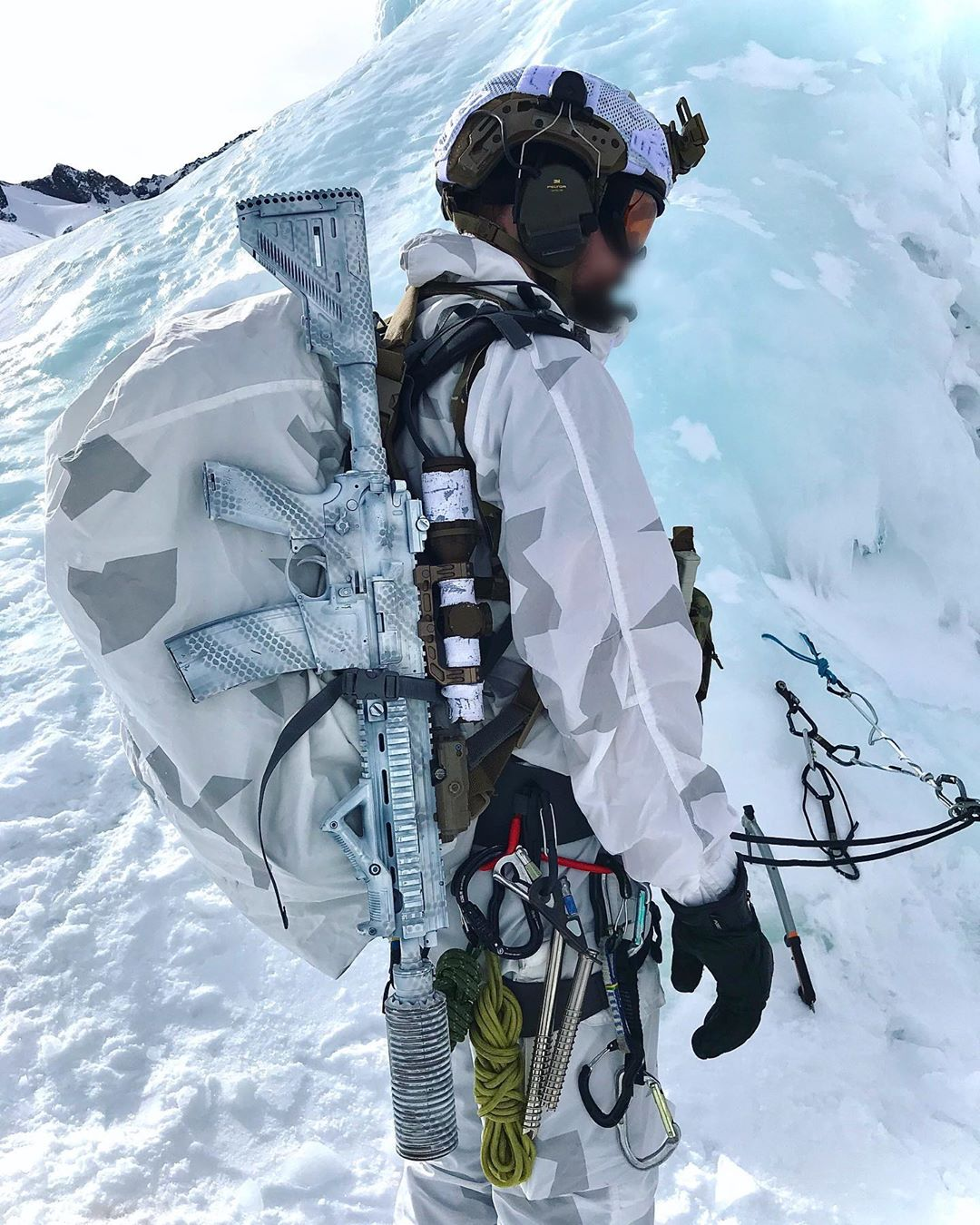
Шведські командос (Korps Commandotroepen) в зимовій версії камуфляжу на навчаннях в Австрії (2020)

Зміна завдань для Збройних сил Швеції, з більшим акцентом на місіях за кордоном, призвела до появи двох нових моделей.
- M90 L: здебільшого використовується в мирний час для використання в домашніх умовах і влітку. L означає Lätt (легка). Ця уніформа виготовлена з більш тонких тканин з доданням гудзиків для закочування рукавів.
- M90 TR: Тропічна версія (TR означає Tropik — тропіки). Для використання у вологих лісах. Зовні схожий на M90L, але тканина ще тонша та має більш приглушені кольори[2].
- M90 TR BE: Пустельна версія (TR BE означає Tropik Beige — тропічний бежевий). Для сил, які працюють у пустельних умовах. Подібний до M90TR, але з малюнком уламків пустельних кольорів. Система M90TR BE також включає халат, оскільки ночі в пустелі можуть бути дуже холодними[7].
- M90 K або ökenkamouflage (пустеля) призначений для сил, які діють в Афганістані та прилеглих районах. Він використовує теплі сірі, бежеві та коричневі кольори.